# Sälen
 Denne artikel omhandler det svenske skisportssted. Opslagsordet har også en anden betydning, se S323 Sælen.
Sälen er en by i Malung-Sälen kommun i Dalarna, Sverige. Sälen er en populær turistby grundet et stort antal skisportsområder i området Sälenfjällen omkring byen. Startpladsen for Vasaløbet ligger i Berga umiddelbart syd for byen. De første bosætninger i området er registeret ved bredden af Västerdalälven i middelalderen.

## Sälenfjällen/Trandstrandsfjällen
I Sälenfjellene findes syv skisportsanlæg i varierende størrelse. De største skisportsanlæg er Lindvallen/Högfjället og Tandådalen/Hundfjället, som ejes og drives af Skistar.

### Vintersportssteder i Sälenfjällen
| - Hundfjället - Högfjället - Lindvallen - Kläppen | - Tandådalen - Näsfjället - Stöten |

## Befolkningsudvikling
| Årstal | Indbyggertal | Areal (ha) |
| ------ | ------------ | ---------- |
| 2010   | 652          | 133        |
| 2005   | 508          | 102        |
| 2000   | 489          | 102        |